# Karancskeszi
Karancskeszi là một thị trấn thuộc hạt Nógrád, Hungary. Thị trấn này có diện tích 31,69 km², dân số năm 2010 là 1867 người, mật độ 59 người/km².